# Okręg Guingamp
Okręg Guingamp (fr. Arrondissement de Guingamp) – okręg w północno-zachodniej Francji. Populacja wynosi 89 400.

## Podział administracyjny
W skład okręgu wchodzą następujące kantony:
- Bégard,
- Belle-Isle-en-Terre,
- Bourbriac,
- Callac,
- Gouarec,
- Guingamp,
- Maël-Carhaix,
- Mûr-de-Bretagne,
- Plouagat,
- Pontrieux,
- Rostrenen,
- Saint-Nicolas-du-Pélem.